# Calamagrostis vilnensis
Calamagrostis vilnensis là một loài thực vật có hoa trong họ Hòa thảo. Loài này được Besser mô tả khoa học đầu tiên.